# Фірлюк смугастошиїй
Фірлюк смугастошиїй (Mirafra collaris) — вид горобцеподібних птахів родини жайворонкових (Alaudidae). Мешкає в Східній Африці.

## Опис
Довжина птаха становить 14-15 см, з яких від 5,5 до 6,3 см припадає на хвіст. Довжина дзьоба становить 1,3-1,5 см. Виду не притаманний статевий диморфізм.
Верхня частина тіла рудувато-коричнева, хвіст темно-коричневий. Нижня частина тіла жовтувата. Крила темно-коричневі. Горло кремове або білувате, оло рудувато-коричневе, на ньому чорний "комірець". Над очима білі "брови", щоки руді. дзьоб зверху темно-роговий, знизу світліший. Лапи тілесного кольору, очі карі.

## Поширення і екологія
Смугастошиї фірлюки поширені в Сомалі, на північному сході Кенії та на сході Ефіопії. Вони живуть в сухій савані, на луках і пасовиськах, подекуди порослих чагарниками. В Кенії смугастошиї фірлюки живуть на висоті до 1350 м над рівнем моря.

## Поведінка
В кладці 3-4 яйця. Вони білуваті, поцятковані оливковими і рудими плямками.